# Adam Pretty
Adam Pretty (* in Australien) ist ein preisgekrönter Sportfotograf.

## Leben und Werk
Adam Pretty wurde in Australien geboren und begann 1997 als Fotograf für die Tageszeitung Sydney Morning Herald. 1998 wechselte er zur amerikanischen Bildagentur Getty Images und spezialisierte sich auf die Sportfotografie. Adam Pretty dokumentierte sieben Olympiaden und gewann für seine Bilder zahlreiche Auszeichnungen. 2013 erhielt er einen der Sony World Photography Awards und den Sven-Simon-Preis. Beim World Press Photo gewann er bisher sechs Auszeichnungen.

## Weblink
- Offizielle Homepage

## Belege
1. ↑  Adam Pretty. In: Tom Ang: Digitale Fotografie. Fotografieren wie die Profis. Dorling Kindersley, München 2017, ISBN 978-3-8310-3363-8, S. 198.
2. ↑  Homepage Adam Pretty, abgerufen am 28. Dezember 2018.
3. ↑  Homepage World Press Photo, abgerufen am 28. Dezember 2018.

| Personendaten    | Personendaten   |
| ---------------- | --------------- |
| NAME             | Pretty, Adam    |
| KURZBESCHREIBUNG | Sportfotograf   |
| GEBURTSDATUM     | 20. Jahrhundert |